# Корніївська сільська рада (Веселівський район)
| Корніївська сільська рада — колишній орган місцевого самоврядування у Веселівському районі Запорізької області з адміністративним центром у с. Корніївка. Сільській раді були підпорядковані населені пункти: - с. Корніївка |

## Склад ради
Рада складалася з 14 депутатів та голови.

## Керівний склад сільської ради
| ПІБ                      | Основні відомості                                                         | Дата обрання | Дата звільнення |
| ------------------------ | ------------------------------------------------------------------------- | ------------ | --------------- |
| Овечкін Юрій Аркадійович | Сільський голова, 1967 року народження, освіта, член народної партії      | 26.03.2006   | 31.10.2010      |
| Овечкін Юрій Аркадійович | Сільський голова, 1967 року народження, освіта вища, член Партії регіонів | 31.10.2010   |                 |

Примітка: таблиця складена за даними джерела